# Vicia dennesiana
Vicia dennesiana là một loài thực vật có hoa trong họ Đậu. Loài này được H.C.Watson miêu tả khoa học đầu tiên.